# Plommonros
Plommonros (Rosa villosa) är en art i släktet rosor och familjen rosväxter och förekommer i Europa, Turkiet, Kaukasus och norra Iran.

## Underarter
Arten är mångformig och några underarter kan särskiljas:
- subsp. villosa - har gröna årsskott, småbladen är smalare och blågröna och doftar fruktlikt. Nyponen är relativt stora.
- Hartsros (subsp. mollis) har blådaggiga årsskott, Småbladen är rundare. grågröna. Nyponen är relativt små.
- subsp. alpicola - från södra Europa.

## Synonymer
subsp. alpicola (Rouy) Rouy & E.G.Camus, 1876
- Rosa alpicola Rouy, 1900

subsp. mollis (Sm.) Hook.fil., 1884
- Rosa heldreichii Boissier & Reuter, 1856
- Rosa kitaibelii Borbás, 1880
- Rosa mollis Sm., 1813
- Rosa mollis var. genuina Crépin, 1874 nom. inval.
- Rosa mollissima var. mollis (Sm.) Drejer, 1838
- Rosa pomifera subsp. mollis (Sm.) H.Christ, 1887
- Rosa pomifera var. mollis (Sm.) Schinz & R.Keller, 1900
- Rosa tomentosa var. mollis (Sm.) Lindl., 1820
- Rosa villosa subsp. mollis (Sm.) Crépin, 1892 comb. inval.
- Rosa villosa var. mollis (Sm.) Crépin, 1898

subsp. villosa
- Rosa alpina var. galloecica Pau, 1902
- Rosa arduennensis Crépin, 1862
- Rosa cardanica (Rouy) Sennen, 1918
- Rosa carmeli Sennen, 1926 nom. inval.
- Rosa cognata Merino, 1909
- Rosa collivaga Cottet ex Crep.
- Rosa coziae Nyár.
- Rosa eglanteria Lam., 1779 nom. illeg.
- Rosa eglanteria var. villosa (L.) Lam., 1779 comb. inval.?
- Rosa feliciana Sennen, 1926 nom. inval.
- Rosa grenieri Sennen
- Rosa minuta Bor. ex Desegl.
- Rosa mollis f. badalianae Pau, 1888 nom. inval.
- Rosa mollis var. resinosa Crépin, 1874
- Rosa mollis var. vayredae (Costa) Crépin ex Pau, 1891 comb. inval.
- Rosa murithii (H.Christ) Puget
- Rosa osmodendron Gand., 1880
- Rosa pomifera Herrm., 1762
- Rosa pomifera f. dimorphacanthoides W.Krzaczek
- Rosa pomifera subsp. glandulosa (Schmalh.) D.Šmite
- Rosa pomifera subsp. resinosa (Crépin) Sternb. ex Nyman, 1878
- Rosa pomifera var. resinosa (Crépin) R.Keller, 1900
- Rosa pomifera var. zamorana Losa, 1949
- Rosa recondita Puget ex Desegl.
- Rosa resinosa (Crépin) Sternberg, 1826
- Rosa resinosa Sternb., 1826 nom. illeg.
- Rosa sanctae-andreae Degen & Trautm., 1924
- Rosa vayredae Costa, 1882
- Rosa vayredae var. umbrosa Vayr.
- Rosa villosa f. auriensis Merino, 1913
- Rosa villosa var. cardanica Rouy, 1900
- Rosa villosa f. foreziensis (Rouy) Merino, 1913
- Rosa villosa var. foreziensis Rouy, 1900
- Rosa villosa var. galloecica (Pau) C.Vicioso
- Rosa villosa f. longipes (Rouy) Merino, 1913
- Rosa villosa var. longipes Rouy, 1900
- Rosa villosa f. meridionalis (Rouy) C.Vicioso, 1948
- Rosa villosa var. meridionalis Rouy, 1900
- Rosa villosa f. obtusata Merino, 1913
- Rosa villosa var. obtusata (Merino) Merino ex C.Vicioso, 1948
- Rosa villosa subsp. pomifera (Herrm.) Hook.fil., 1870
- Rosa villosa var. pomifera (Herrm.) Dum.Cours., 1811
- Rosa villosa var. pomifera (Herrm.) N.A.Desvaux
- Rosa villosa f. pseudomollis (Rouy) Merino, 1913
- Rosa villosa var. pseudomollis Rouy, 1900
- Rosa villosa var. pyrenaea Rouy, 1900
- Rosa villosa var. resinosa (Crépin) C.Vicioso, 1948 comb. superfl.
- Rosa villosa var. resinosa (Crépin) Crépin ex Willk., 1896
- Rosa villosa var. resinosa (Crépin) R.Keller, 1931 nom. illeg.
- Rosa villosa var. sancti-andreae (Deg. & Trautm.) Soo
- Rosa villosa var. vayredae (Costa) C.Vicioso, 1964 comb. superfl.
- Rosa villosa var. vayredae (Costa) Willk., 1893
- Rosa villosa var. vulgaris A.Rau, 1816 nom. illeg.
- Wikimedia Commons har media som rör Plommonros.